# Osvaldas Olisevičius
Osvaldas Olisevičius (Vilnius; 10 de enero de 1993) es un jugador de baloncesto lituano que pertenece a la plantilla del Universo Treviso de la Lega Basket Serie A italiana. Con 2,00 metros de estatura, juega en la posición de alero.

## Trayectoria deportiva

### Primeros años
Formado en la Akademija Vilnius de su ciudad natal, fue internacional en categorías inferiores desde sub-16, equipo con el que conquistó la plata en el Europeo sub-16 celebrado en su país. De ahí pasó a la Academia de Šarūnas Marčiulionis, donde estuvo formándose entre 2011 y 2013.

### Profesional
Comenzó su andadura profesional en el BC Trakai de la NKL, la segunda división lituana, logrando en la temporada que estuvo ser elegido como el jugador más mejorado de la competición, tras promediar 12,9 puntos, 4,4 rebotes y 1,6 asistencias por partido. La temporada siguiente firmó por tres temporadas con el Pieno žvaigždės Pasvalys. En la temporada 2016-17 logró sus mejores registros, promediando 12,0 puntos y 4,8 rebotes por partido. El 3 de enero de 2018, Olisevičius regresó a Pieno žvaigdės Pasvalys.
En 2020 ganó el concurso de triples de la Copa Rey Mindaugas 2020, jugando para el Neptūnas Klaipėda. Promedió  10,1 points, 3,5 rebotes y 2,1 asistencias por partido en la temporada 2019-20. El 12 de agosto de 2020 fichó por el Medi Bayreuth de la Basketball Bundesliga.
El 10 de julio de 2021 fichó por el Pallacanestro Reggiana de la Lega Basket Serie A italiana. El 1 de febrero de 2022 amplió su contrato con el equipo hasta 2024.
El 21 de noviembre de 2023 fichó por el Universo Treviso, también de la Lega Basket Serie A.

## Selección nacional
Olisevičius fue miembro de las selecciones juveniles de baloncesto de Lituania, con las que disputó el Eurobasket Sub-16 de 2009, el Eurobasket Sub-18 de 2011 y el Eurobasket Sub-20 de 2013, como también el Campeonato Mundial de Baloncesto Sub-17 de 2010. 
En 2023 debutó con la selección absoluta.